# Ludacris
Ludacris, född Christopher Brian Bridges den 11 september 1977 i Champaign, Illinois, är en amerikansk rappare, hiphopmusiker och skådespelare. Han gjorde sig känd i media efter att ha flyttat till Atlanta i Georgia och börjat en karriär som DJ på en lokal radiokanal. Det ledde slutligen till att han kom att bli en av de främsta rapparna inom så kallad Dirty South hip-hop.
Från 1998 till 1999 studerade han vid Georgia State University.

## Diskografi

### Soloalbum
- Incognegro - 1999
- Back For The First Time - 2000
- Word Of Mouf - 2001
- Chicken -N- Beer - 2003
- The Red Light District - 2004
- Release Therapy - 2006
- Theater Of The Mind - 2008
- Ludaversal - 2010

### Album med bandetDisturbing Tha Peace
- Golden Grain - 2002
- Ludacris Presents: Disturbing Tha Peace - 2005
- " Baby"(Ft. Justin Bieber) - 2010

### Album medShawnna
- Battle Of The Sexes - 2010

## Filmografi (i urval)
- 2025 – Fast X: Part 2
- 2023 – Fast X
- 2017 – Fast & Furious 8
- 2015 – Fast & Furious 7
- 2013 – Fast & Furious 6
- 2011 – New Year's Eve
- 2011 – Fast & Furious 5
- 2011 – No Strings Attached
- 2009 – Gamer
- 2009 – Ball Don't Lie
- 2008 – RocknRolla
- 2008 – Max Payne
- 2007 – Ballers
- 2006 – Heart Of The Game
- 2005 – Hustle & Flow
- 2005 – Crash
- 2003 – Lil Pimp
- 2003 – 2 Fast 2 Furious
- 2001 – The Wash
- 1996 – Crash